# José Teixidor (pintor)
José Teixidor Busquets (1826-1892) fue un pintor español del siglo XIX.

## Biografía
Nacido en 1826 en Barcelona, habría sido discípulo de Ramón Martí y Alsina. En la Exposición Nacional de Bellas Artes celebrada en Madrid en 1864 presentó tres paisajes: Arboleda de Torrellas, Unas peñas en Benda y Costa de Cataluña. Este último fue premiado con mención honorífica y adquirido para el Museo nacional. En la Exposición provincial celebrada dos años más tarde en Barcelona presentó catorce lienzos, siendo adquirido uno de ellos por la Academia de Bellas Artes de dicha ciudad. Fueron sus asuntos: Traje aragonés, Traje catalán, La vuelta del mercado, cuatro Países, cuatro Marinas y tres Retratos. Consagrado más principalmente al género de retratos, fue autor de los de Domingo Badía para la Sociedad catalana de excursiones científicas, el del doctor Gimbernat de la Galería de catalanes ilustres para el Ayuntamiento de Barcelona, el de un fabricante de Tarrasa, el de un maestrante de Ronda y el de un niño. Teixidor, cuyo retrato aparece en un artículo necrológico publicado en la revista Álbum Salón en 1892, según el Museo del Prado habría fallecido en 1907 en Caldas de Estrach.